# ویدنویه
شهر ویدنویه (به روسی: Видное) در کشور روسیه و در اوبلاست مسکو واقع شده‌است.

## نگارخانه

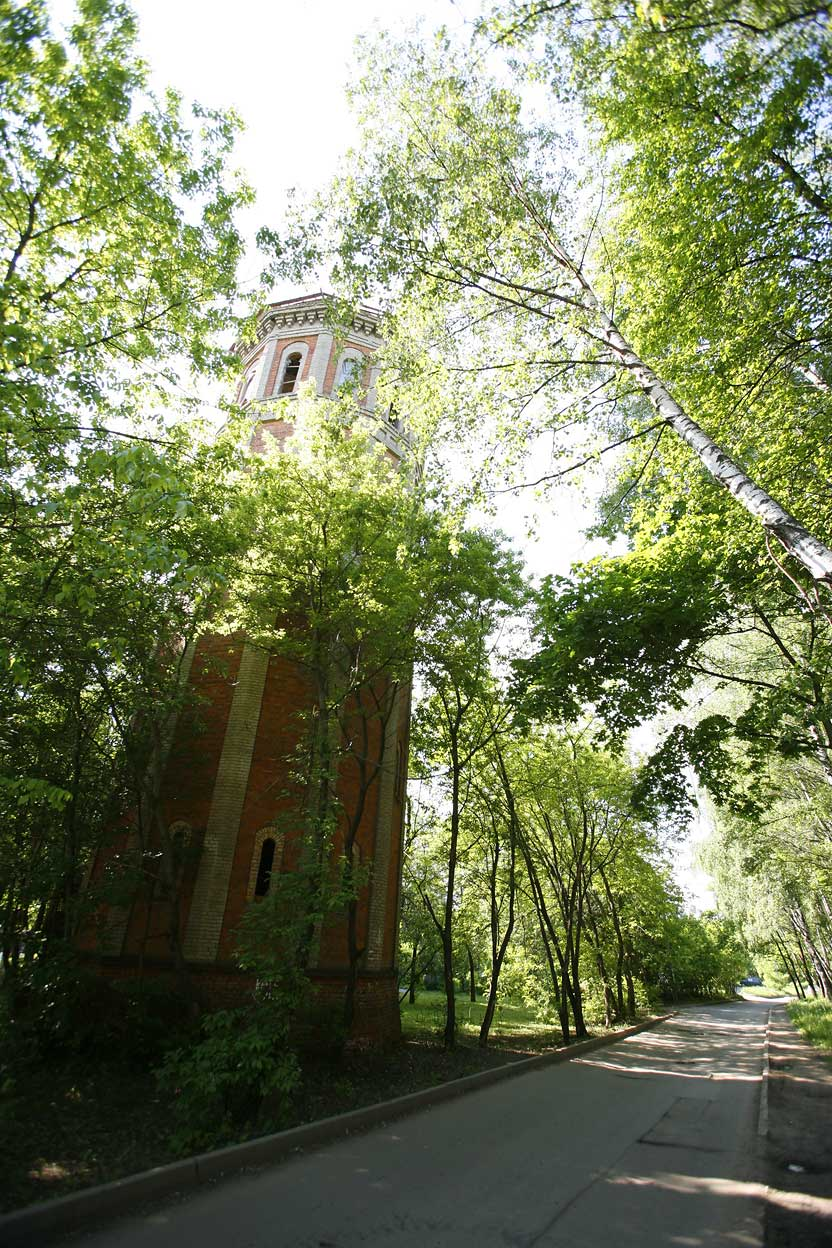
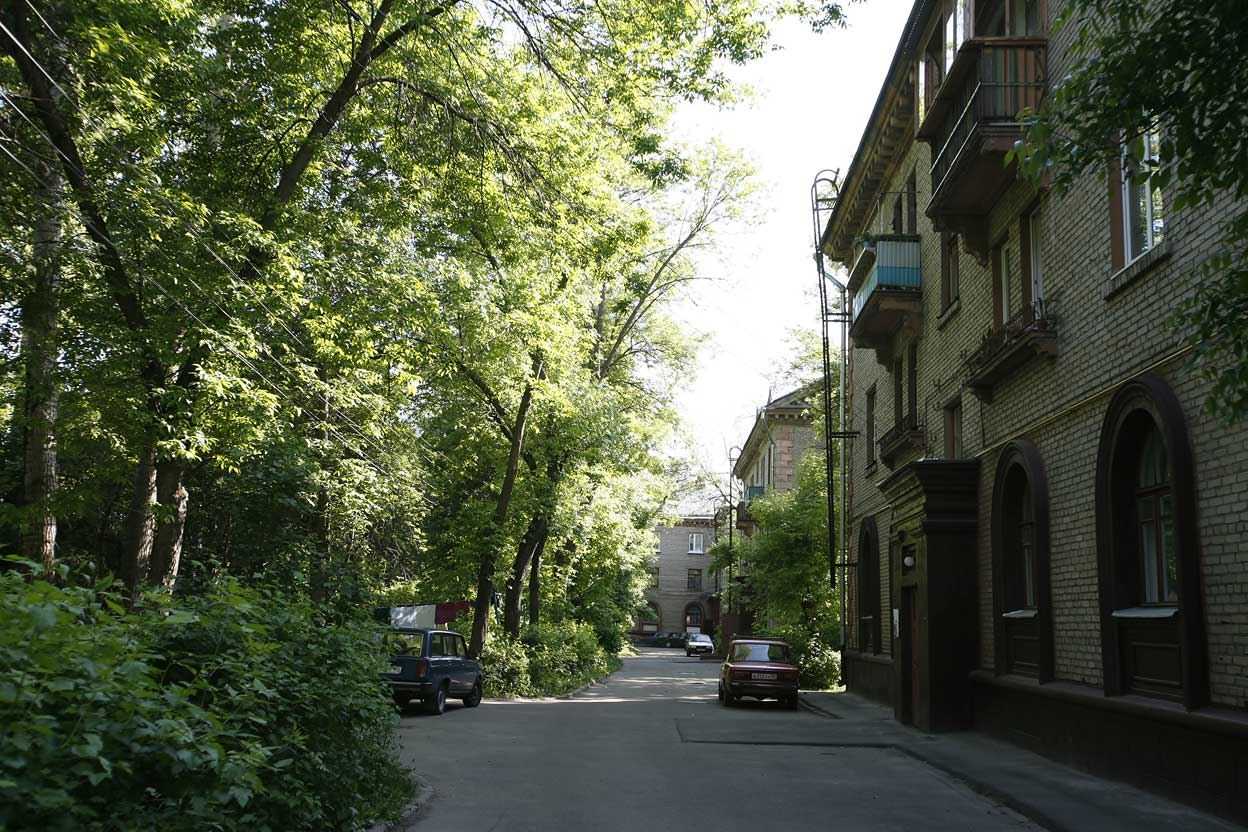
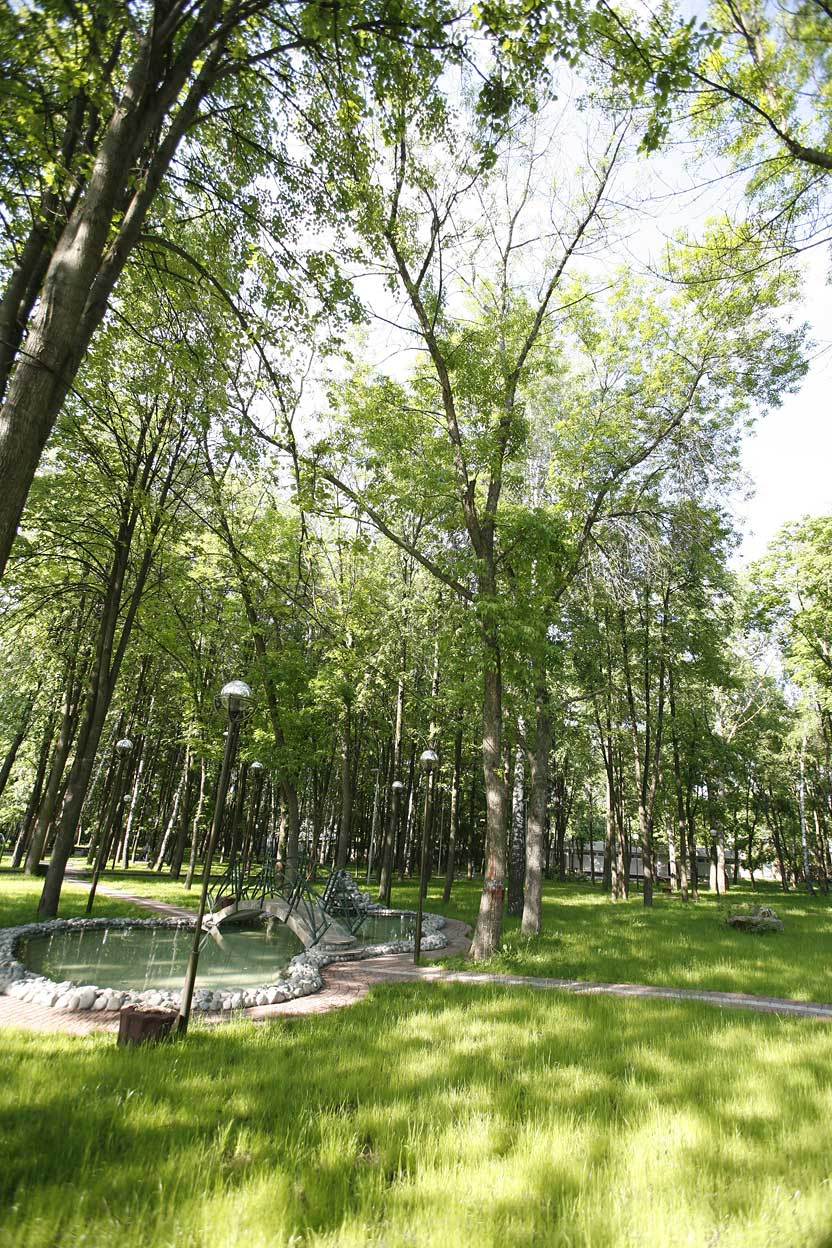
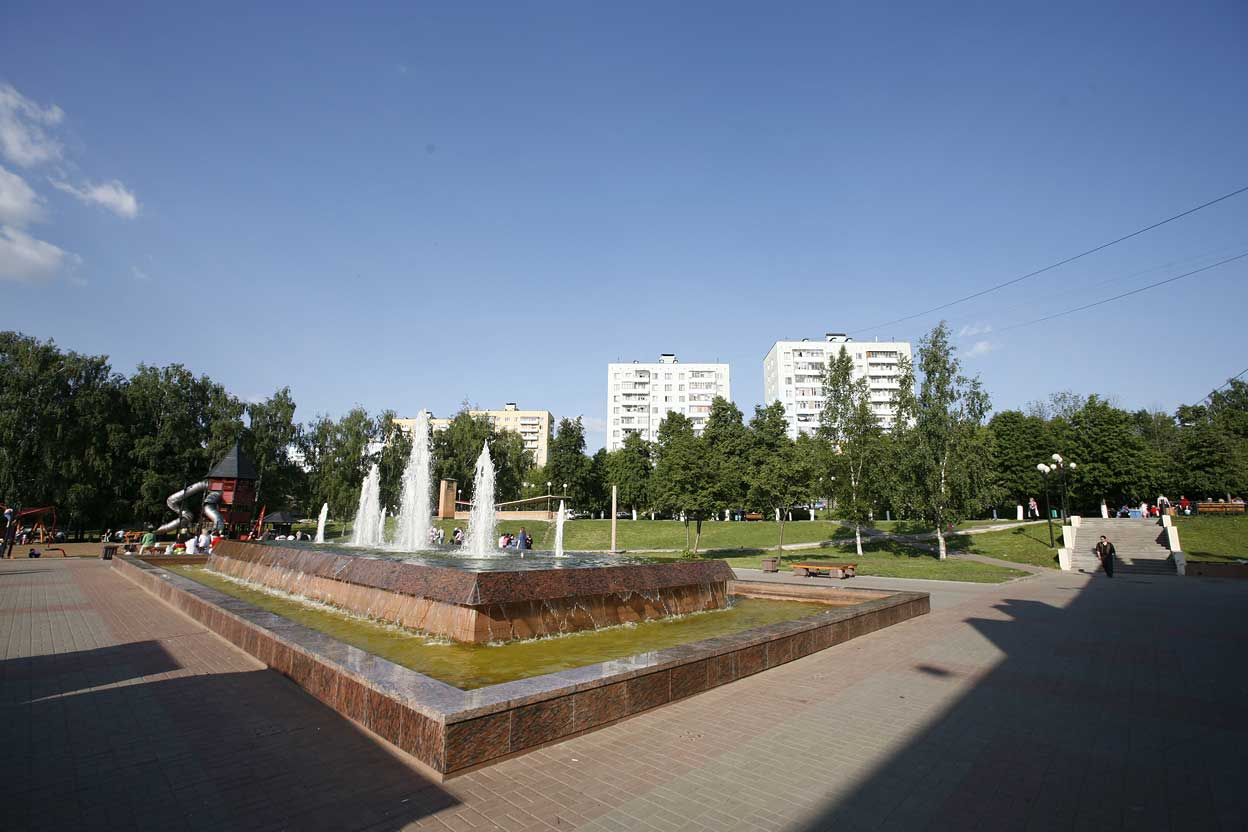
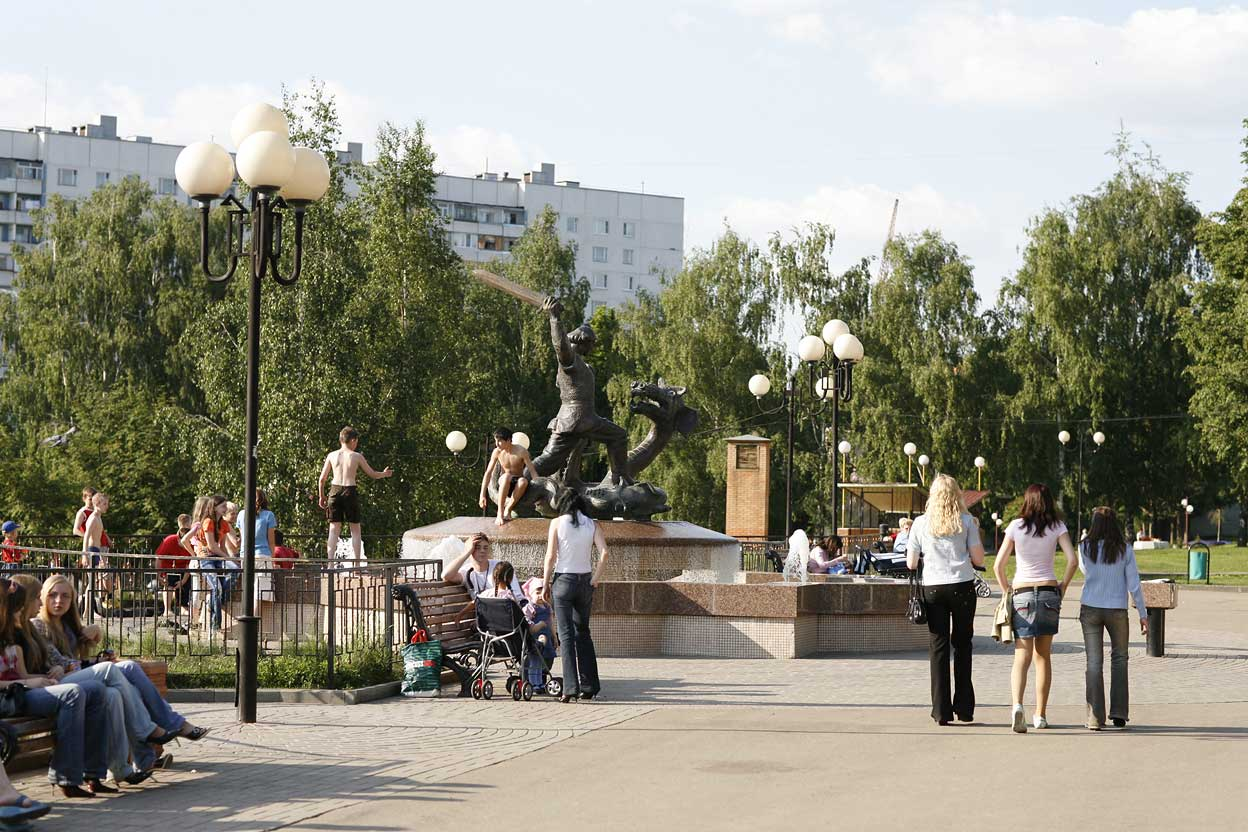
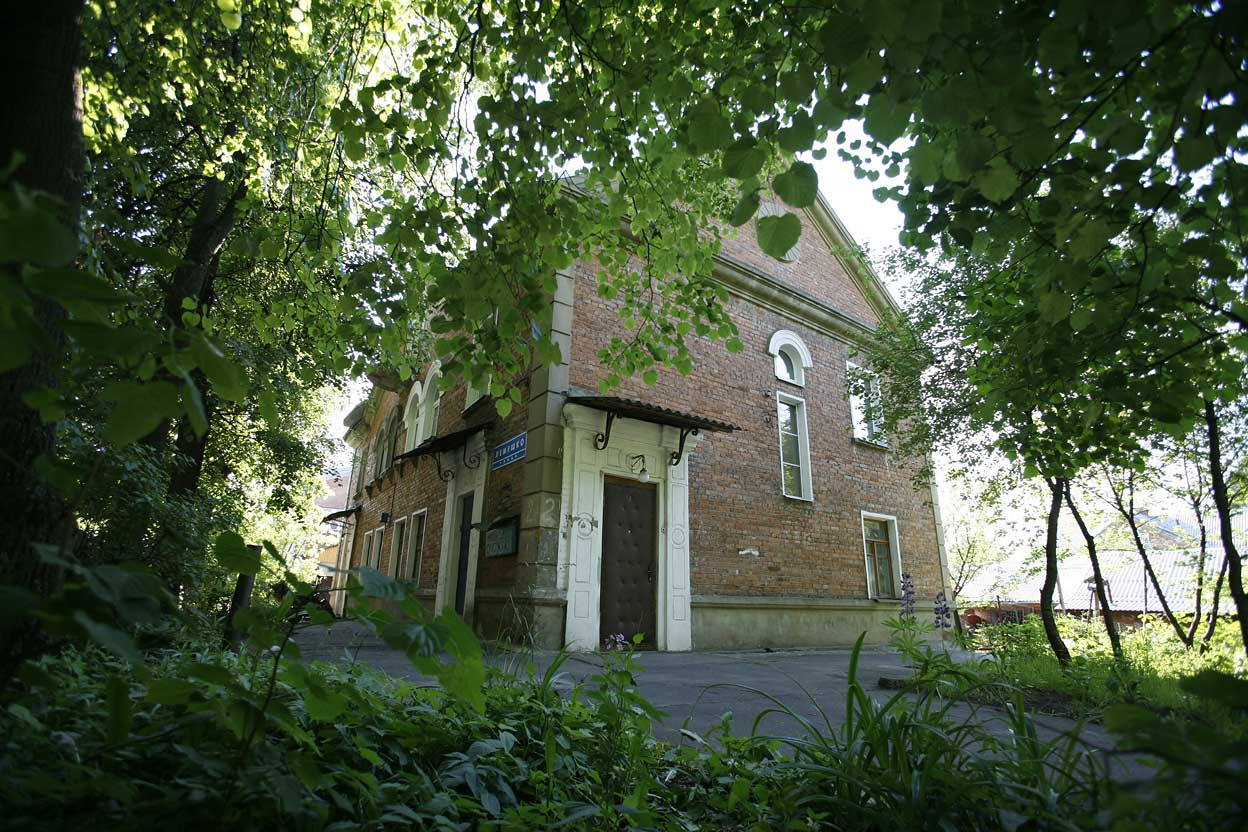
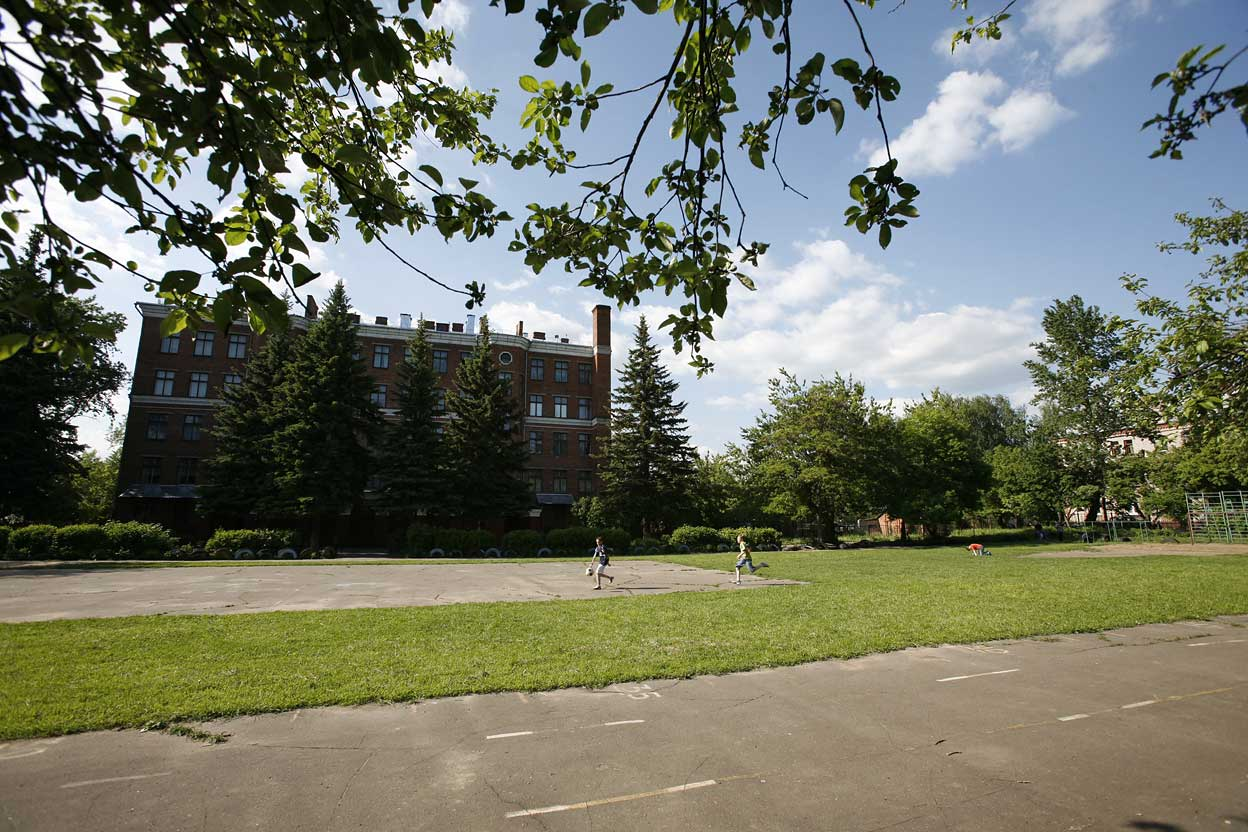
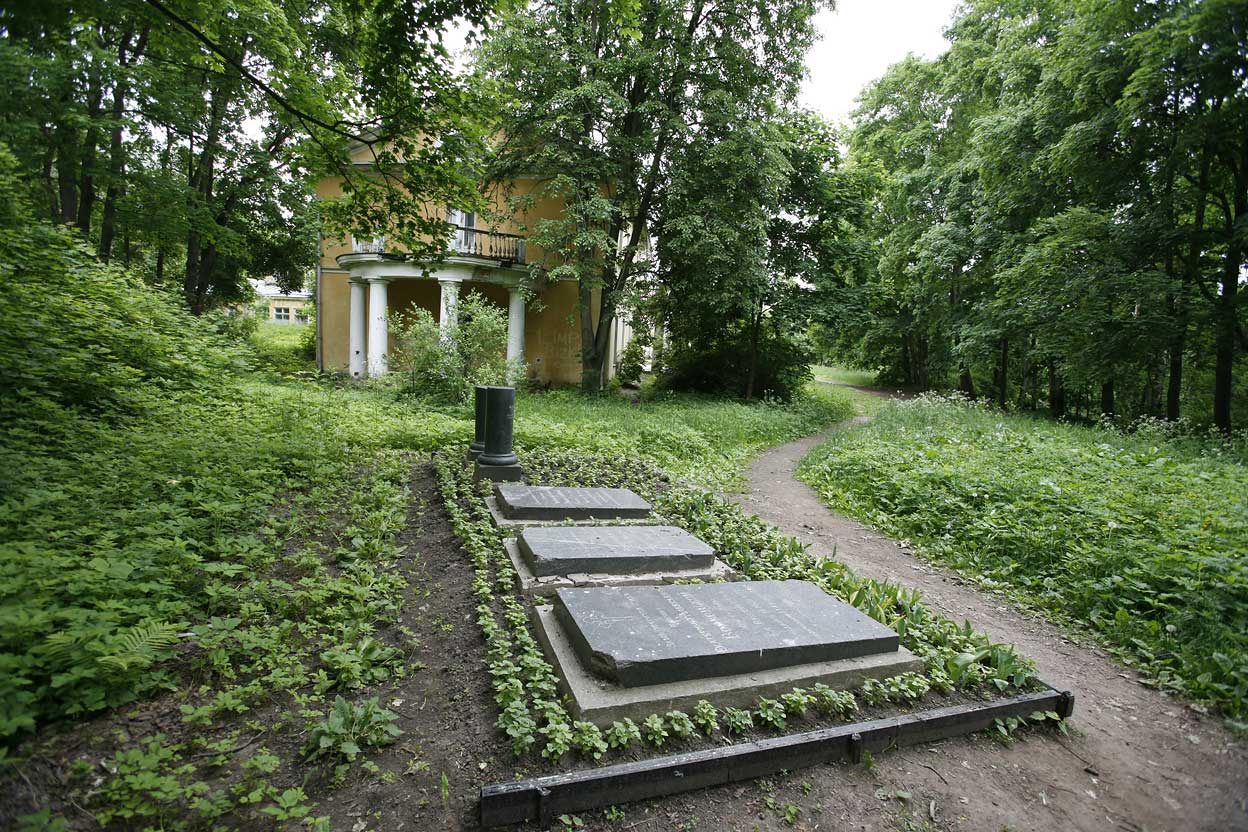
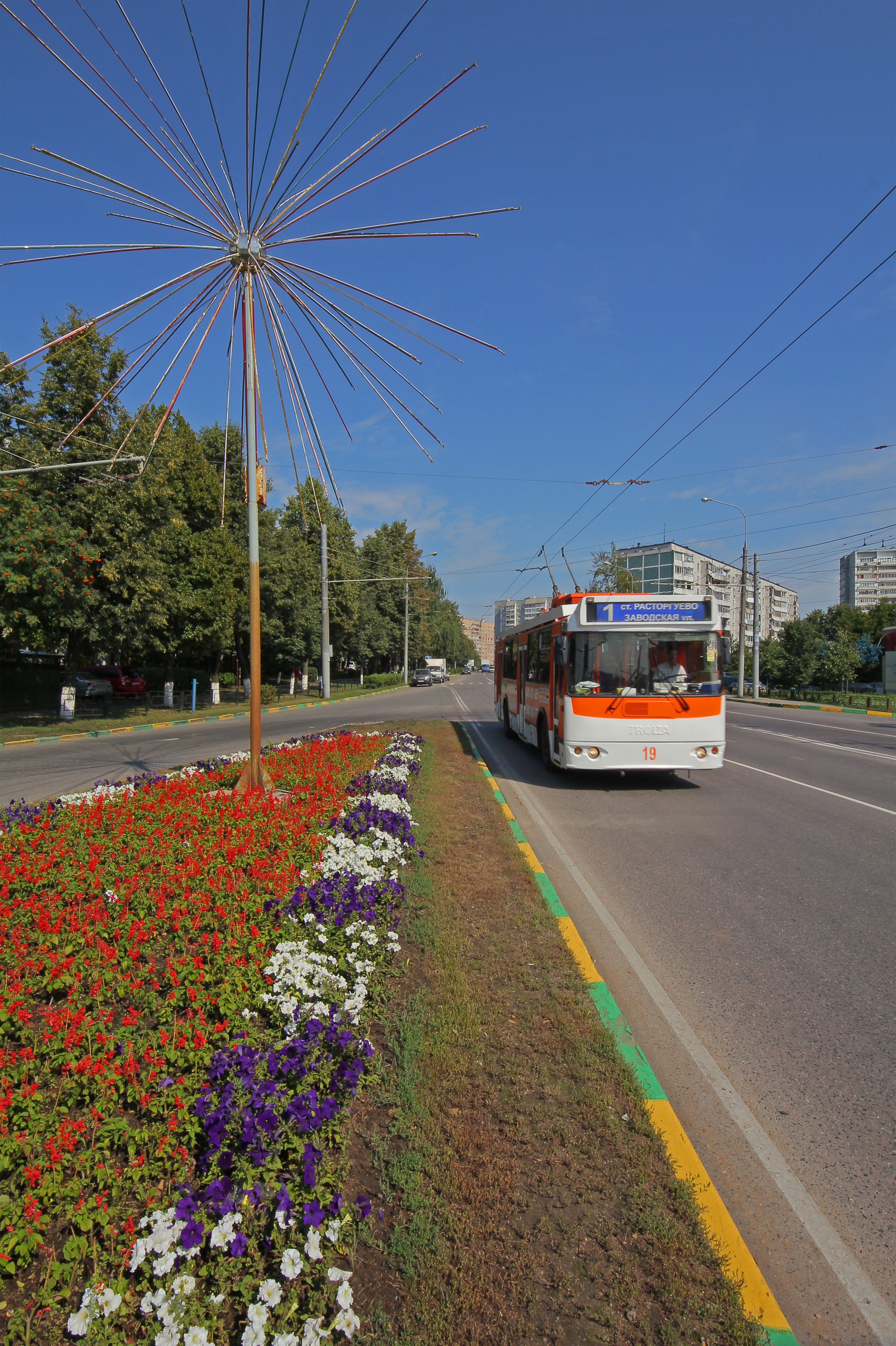
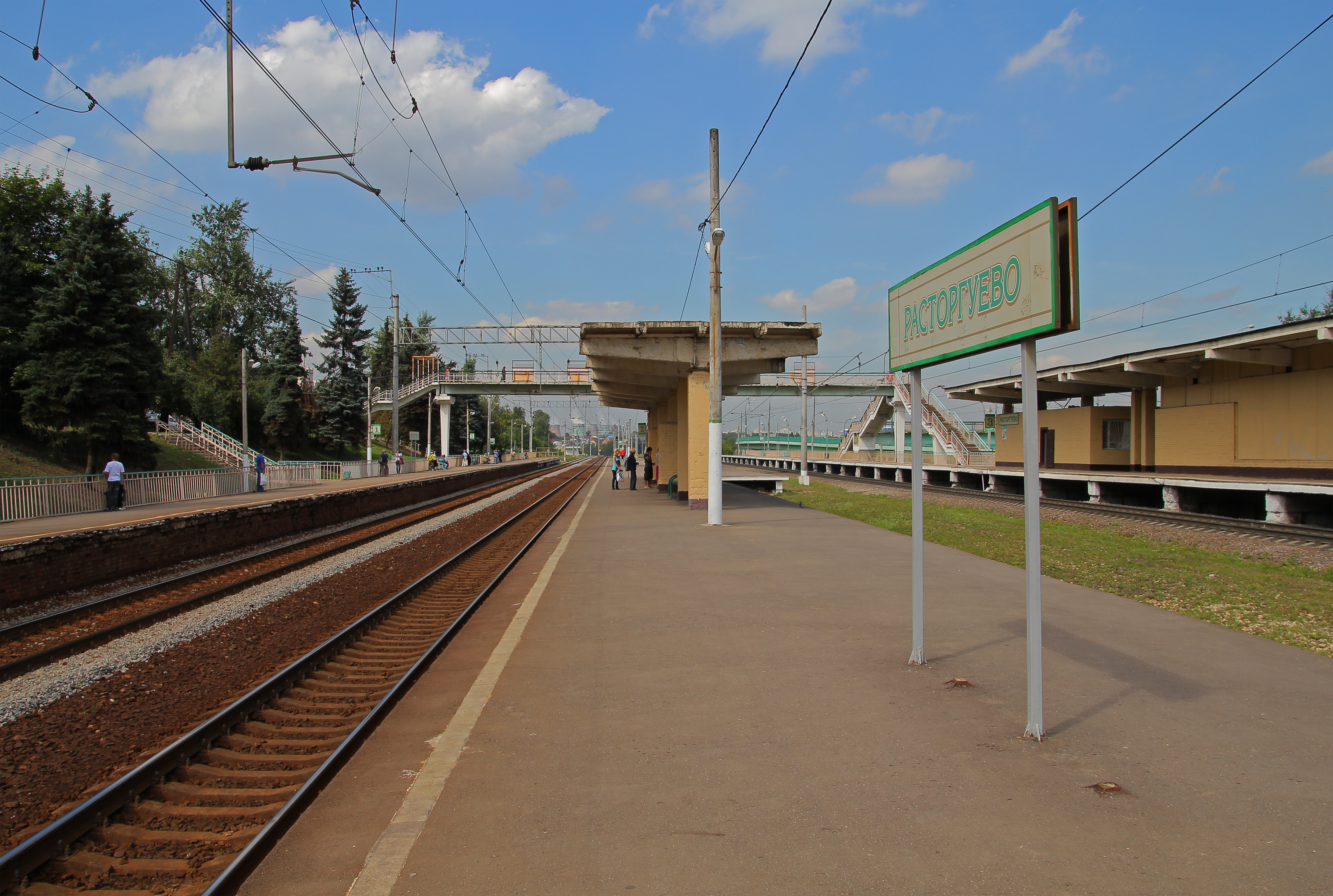
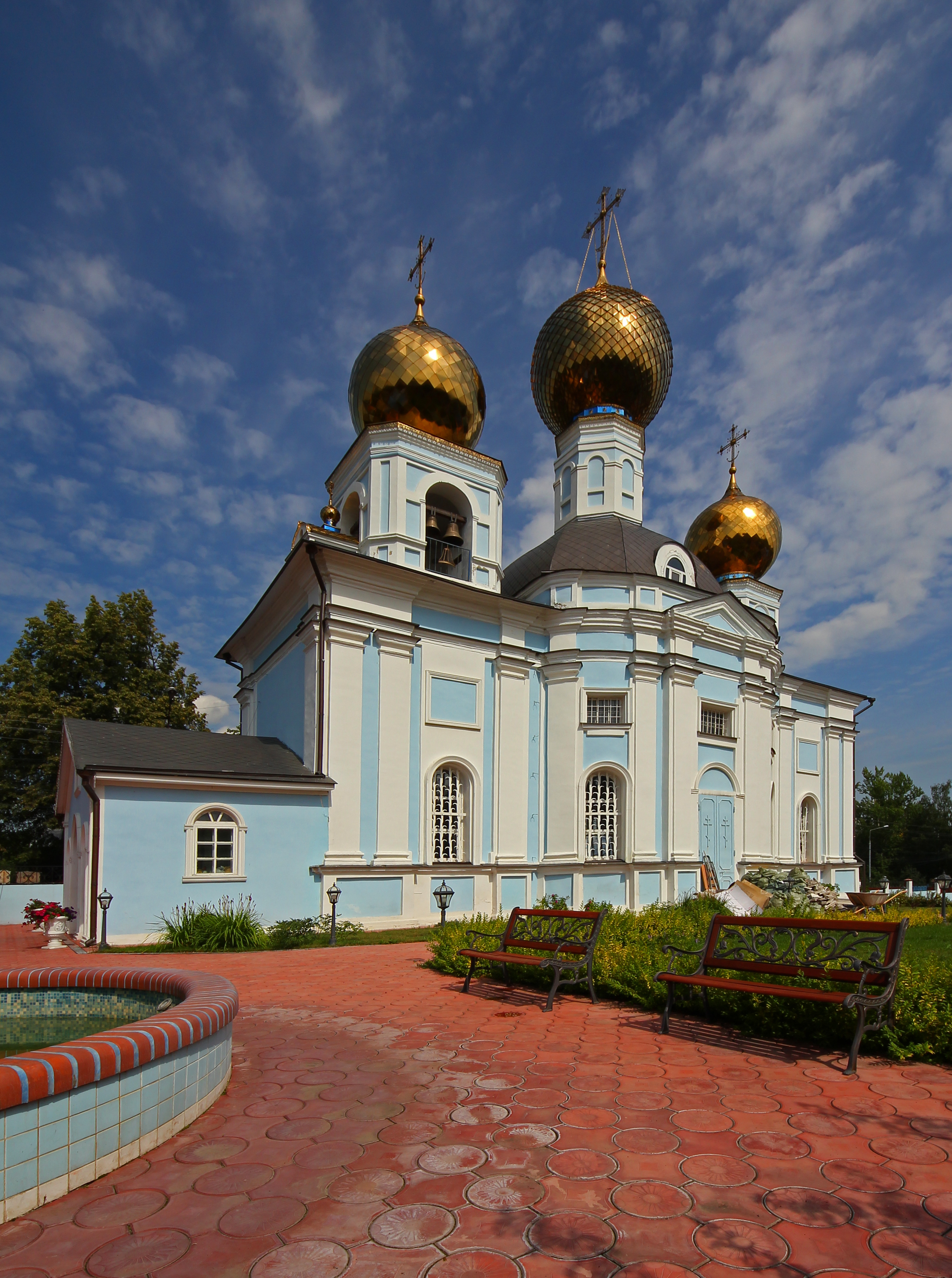
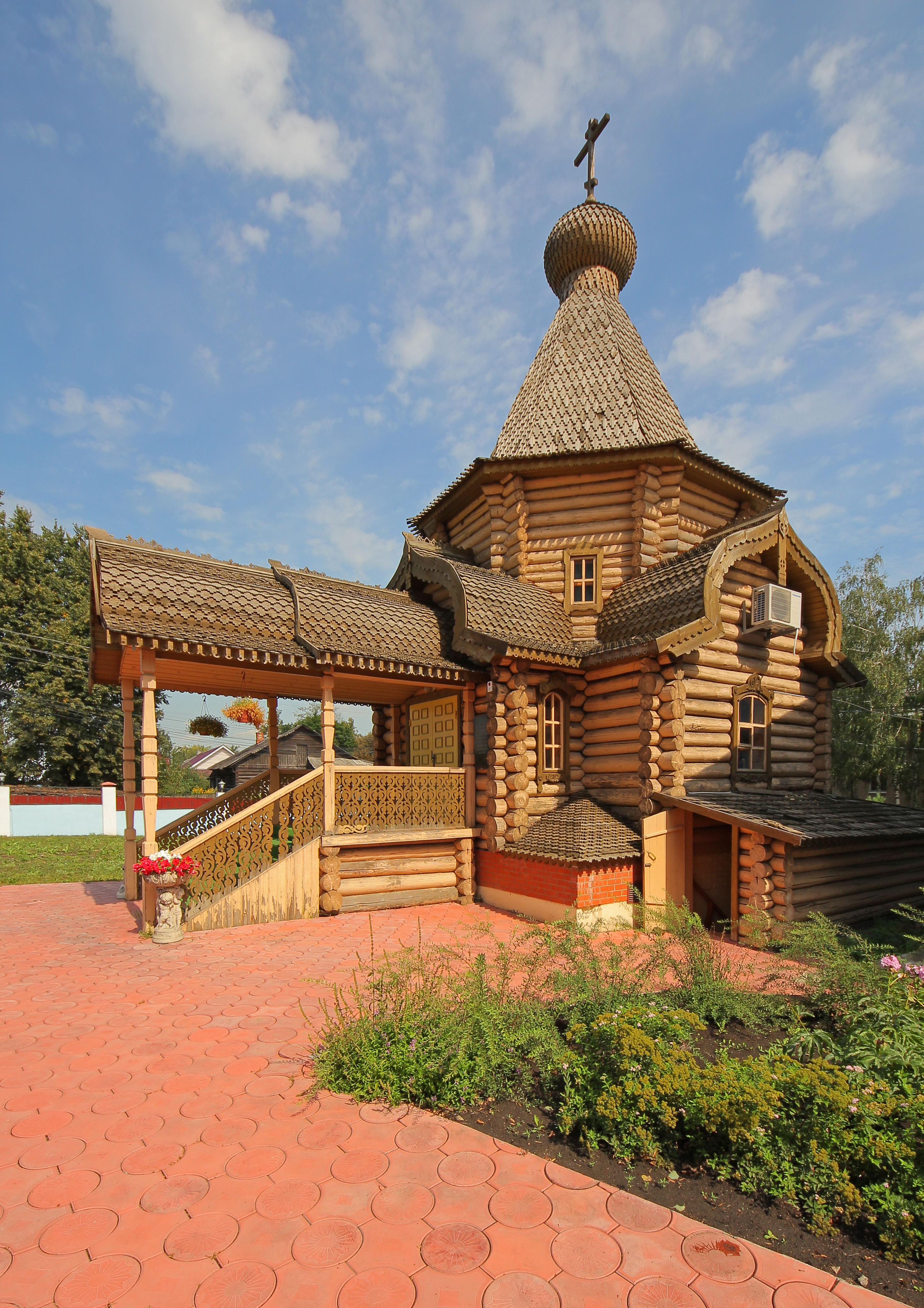